# Math 55
Math 55 é um curso do primeiro ano de graduação em Matemática na Universidade de Harvard, fundado por Lynn Loomis e Shlomo Sternberg. Os títulos oficiais do curso são Álgebra Abstrata Honors (Matemática 55a) e Análise Real e Complexa Honors (Matemática 55b). Anteriormente, o título oficial era Honors Advanced Calculus and Linear Algebra.

## Descrição
O Departamento de Matemática da Universidade de Harvard descreve Matemática 55 como "provavelmente a aula de matemática de graduação mais difícil do país". Anteriormente, os alunos começavam o ano em Matemática 25 (que foi criada em 1983 como Matemática 55 de nível inferior) e, após três semanas de topologia de conjunto de pontos e tópicos especiais (por exemplo, em 1994, a análise p-adic foi ensinada por Wilfried Schmid ), os alunos fariam um teste. A partir de 2012, os alunos podem optar por se inscrever no Math 25 ou no Math 55, mas são aconselhados a se inscrever nos dois cursos e ter cinco semanas para decidir sobre um deles. Dependendo do professor que ministra a aula, o exame diagnóstico ainda pode ser realizado após três semanas para auxiliar o aluno na decisão.
Em 1994, 89 alunos fizeram o exame de diagnóstico: alunos com pontuação superior a 50% no teste podiam se inscrever no Schmid's Math 55 (15 alunos), alunos com pontuação entre 10 e 50% podiam se inscrever no Benedict Gross 's Math 25: Álgebra Linear Teórica e Análise Real (55 alunos), e os alunos com pontuação inferior a 10% foram aconselhados a se inscrever em um curso como Matemática 21: Cálculo Multivariável (19 alunos).

### Taxa de retenção histórica
Em 1970, o Math 55 cobria quase quatro anos de estudos do departamento em dois semestres e, subsequentemente, atraía apenas os alunos de graduação mais diligentes. Dos 75 alunos que se inscreveram na oferta de 1970, ao final do curso, apenas 20 permaneceram devido à natureza avançada do material e às restrições de tempo sob os quais os alunos podiam trabalhar. David Harbater, professor de matemática da Universidade da Pensilvânia e aluno da seção de matemática 55 de 1974 em Harvard, relembrou sua experiência: "Setenta [alunos] começaram, 20 terminaram e apenas 10 entenderam". Scott D. Kominers, familiarizado com as taxas de evasão declaradas para o curso, decidiu manter um registro informal de sua jornada pela seção de 2009: "... tivemos 51 alunos no primeiro dia, 31 alunos no segundo dia, 24 para o próximos quatro dias, 23 para mais duas semanas, e então 21 para o resto do primeiro semestre após a quinta segunda-feira" (o início da quinta semana é o prazo final para os alunos decidirem se desejam permanecer no Matemática 55 ou transferir para Matemática 25). Em 2006, a turma era 45% judia (5 alunos), 18% asiática (2 alunos) e 100% homens (11 alunos).

## Conteúdo do curso
Até de 2006, o instrutor teve ampla liberdade na escolha do conteúdo do curso. Embora o Math 55 tivesse o título oficial de "Cálculo Avançado e Álgebra Linear de Honras", tópicos avançados em análise complexa, topologia de conjunto de pontos, teoria de grupo e geometria diferencial poderiam ser abordados em profundidade a critério do instrutor, além de análise real de uma e várias variáveis, bem como álgebra linear abstrata. Em 1970, por exemplo, os alunos estudaram a geometria diferencial das variedades de Banach no segundo semestre de Matemática 55. Em contraste, o Math 25 tinha um foco mais estreito, geralmente cobrindo análises reais, juntamente com a teoria relevante de espaços métricos e mapas (multi) lineares. Esses tópicos normalmente culminaram na prova do teorema de Stokes generalizado, embora, se o tempo permitir, outros tópicos relevantes (por exemplo, teoria das categorias, cohomologia de de Rham) também possam ser cobertos. Embora ambos os cursos apresentassem cálculo de um ponto de vista rigoroso e enfatizassem a teoria e a redação de provas, o Math 55 era geralmente mais rápido, mais abstrato e exigia um nível mais alto de sofisticação matemática.
O livro de Loomis e Sternberg Advanced Calculus, um tratamento abstrato do cálculo na configuração de espaços vetoriais normados e em variedades diferenciáveis, foi adaptado ao programa de matemática dos autores 55 e serviu por muitos anos como um texto atribuído. Instrutores de Matemática 55 e Matemática 25 também selecionaram os Princípios de Análise Matemática de Rudin, Cálculo de Spivak em Manifolds, Álgebra Linear de Axler Done Right, e Halmos 's Espaços vetoriais de dimensão finita como livros ou referências.

## Ex-alunos notáveis
Espera-se que os conjuntos de problemas levem de 24 a 60 horas por semana para serem concluídos, embora alguns afirmem que leva cerca de 20 horas. Muitos dos que conseguem suportar a carga horária e concluem o curso tornam-se professores nas áreas quantitativas; ex-alunos de Matemática 55 incluem os professores de matemática de Harvard, Benedict Gross e Joe Harris  bem como a professora de física de Harvard Lisa Randall, o professor de economia de Harvard Andrei Shleifer e o professor de economia de Berkeley Brad DeLong. Ao contrário de um artigo de 2006 no The Harvard Crimson que alegou que apenas 17 mulheres completaram a classe entre 1990 e 2006, 39 mulheres completaram 55a e 26 completaram 55b. O Math 25 tem mais mulheres: em 1994-95, o Math 55 não tinha mulheres, enquanto o Math 25 tinha cerca de 10 mulheres no curso de 55 pessoas.
Ex-alunos de matemática 55 também incluem Bill Gates, Richard Stallman, e o produtor executivo dos Simpsons, Al Jean.
Os dados demográficos dos alunos que participam deste curso ao longo dos anos têm sido usados para estudar as causas das diferenças de gênero e raça nas áreas de matemática e tecnologia.